# Kiwao Nomura
Pour les articles homonymes, voir Nomura.
Kiwao Nomura (野村 喜和夫, Nomura Kiwao, né le 20 octobre 1951) dans la préfecture de Saitama est un poète, conférencier, écrivain et critique japonais. Il est considéré comme l'une des forces motrices de la poésie japonaise contemporaine,.

## Biographie
Nomura envisage à l'origine une carrière universitaire : il étudie les littératures japonaise et française et enseigne quelques années dans différentes écoles de Tokyo, dont l'université Meiji et l'université Waseda. Depuis environ 2000, cependant, il se concentre exclusivement sur le travail créatif - en tant que poète, artiste, critique, éditeur et organisateur de festivals de poésie.

## Titres publiés

### Traductions en anglais
- Spectacle & Pigsty: Selected Poems of Kiwao Nomura. Traduit par Kyoko Yoshida et Forrest Gander. Richmond, CA: Omnidawn Publishing, 2011.  (ISBN 978-1-890650-53-7).

### Poésie en japonais( sélection)
- 川萎え [Dried River], 1987
- 反復彷徨 [Repeated Roams], 1992
- 特性のない陽のもとに [Under the Sun without Character], 1993
- 風の配分 [Distribution of the Wind], 1999
- ニューインスピレーション [New Inspiration], 2003
- スペクタクル [Spectacle], 2006
- plan14, 2007
- Z O L O, 2009

### Poésie collaborative
- 馬を野に放つ. (en collaboration avec Jan Lauwereyns (nl), avec images de Kris Martin; édition bilingue avec traduction en néerlandais par Jan Lauwereyns) [Loose a Horse in the Field] Ghent, Belgium: Druksel, 2011.

## Prix
- Prix Rekitei pour les jeunes poètes
- 2000 Prix Jun Takami
- 2012 Prix de la meilleure traduction (en), Spectacle & Pigsty

## Source de la traduction
- (en) Cet article est partiellement ou en totalité issu de l’article de Wikipédia en anglais intitulé « Kiwao Nomura » (voir la liste des auteurs).